# Rasm al-Chamis Gharbi
Rasm al-Chamis Gharbi – wieś w Syrii, w muhafazie Aleppo. W 2004 roku liczyła 1439 mieszkańców.